# Франс Емил Силанпя
Франс Емил Силанпя (на фински: Frans Eemil Sillanpää, произношение) е финландски писател, лауреат на Нобелова награда за литература за 1939 година.
Роден е в бедно семейство на фермери, но въпреки това родителите му успяват да го изппратят да учи. През 1908 г. се мести в Хелзинки да учи медицина. През 1913 г. се завръща в родното си място, жени се и се посвещава на писателска дейност. Той е единственият носител на Новелова награда за литература на Финландия. Написва около 20 романа и новели, много от които са преведени на други езици. В тях той описва живота на хората от селата, слуги или дребни собственици. Най-известният му роман е „Свещена нищета“ (1919 г.)